# Denisa Blažková
Deniseé Blažková, známá pod českou formou jména Denisa, (29. září 1935 Praha – 18. října 2019) byla česká botanička.

## Život
Narodila se v Praze 29. září 1935, její matka Otilíe Blažková rozená Pokorná (1908), byla v mládí tanečnice, herečka a klavíristka. Babička známá prvorepubliková herečka Jožka Vanerová provdaná Pokorná (1885–1979), která hrála paní Načeradcovou ve filmu Muži v offsidu (1931).[zdroj⁠?!]
Odmaturovala na vršovickém gymnáziu a poté studovala botaniku se specializací na geobotaniku na Biologické fakultě Univerzity Karlovy. Svoji diplomovou práci o vegetaci Roblínských lesů v roce 1962 publikovala v němčině. V roce 1958 nastoupila do Krajského vlastivědného muzea v Českých Budějovicích a působila zde do roku 1962. Tehdy nastoupila na aspiranturu do geobotanického oddělení Botanického ústavu Československé akademie věd. Kandidátskou práci – geobotanickou studii Budějovické a Třeboňské pánve – obhájila v roce 1966 (CSc.). V roce 1972 získala doktorát přírodních věd (titul RNDr.).
Věnovala se české luční vegetaci a publikovala výsledky svých výzkumů např. z oblastí Orlická nádrž, Budějovická a Třeboňská kotlina, Šumava, Hrubý Jeseník, Jihočeská pánev, Zbudovská blata, okolí Prahy, Doupovské a Krušné hory, polabské nivní louky. Značné úsilí věnovala zkoumání reálné vegetace, květeny a mapě potenciální přirozené vegetace chráněné krajinné oblasti a biosférické rezervace Křivoklátsko. Účastnila se však vědeckých cest do Mongolska, Bulharska, KLDR a často jezdila i na Slovensko.
Vydala nebo nebo připravila k vydání více než 100 článků a textů věnovaných luční a lesní vegetaci, jejímu managementu a dynamice a vegetaci říčních náplavů. Byla aktivní členkou České botanické společnosti, v populárně-vědecké oblasti spolupracovala s Českou televizí a rozhlasem.
V mládí se věnovala horolezectví, byla členkou oddílu Slavia VŠ Praha.
Zemřela 18. října 2019 ve věku 84 let.